# La Jana
La Jana és un municipi del País Valencià situat a la comarca del Baix Maestrat.

## Geografia
El terme se situa en el sector septentrional del Baix Maestrat, en terreny suaument ondulat; un dels llocs més pintorescs és el pujol dels Castellets, on hi ha el poblat iber. El terme municipal limita amb Canet lo Roig, Traiguera, Cervera del Maestrat, Sant Mateu i Xert.

## Història

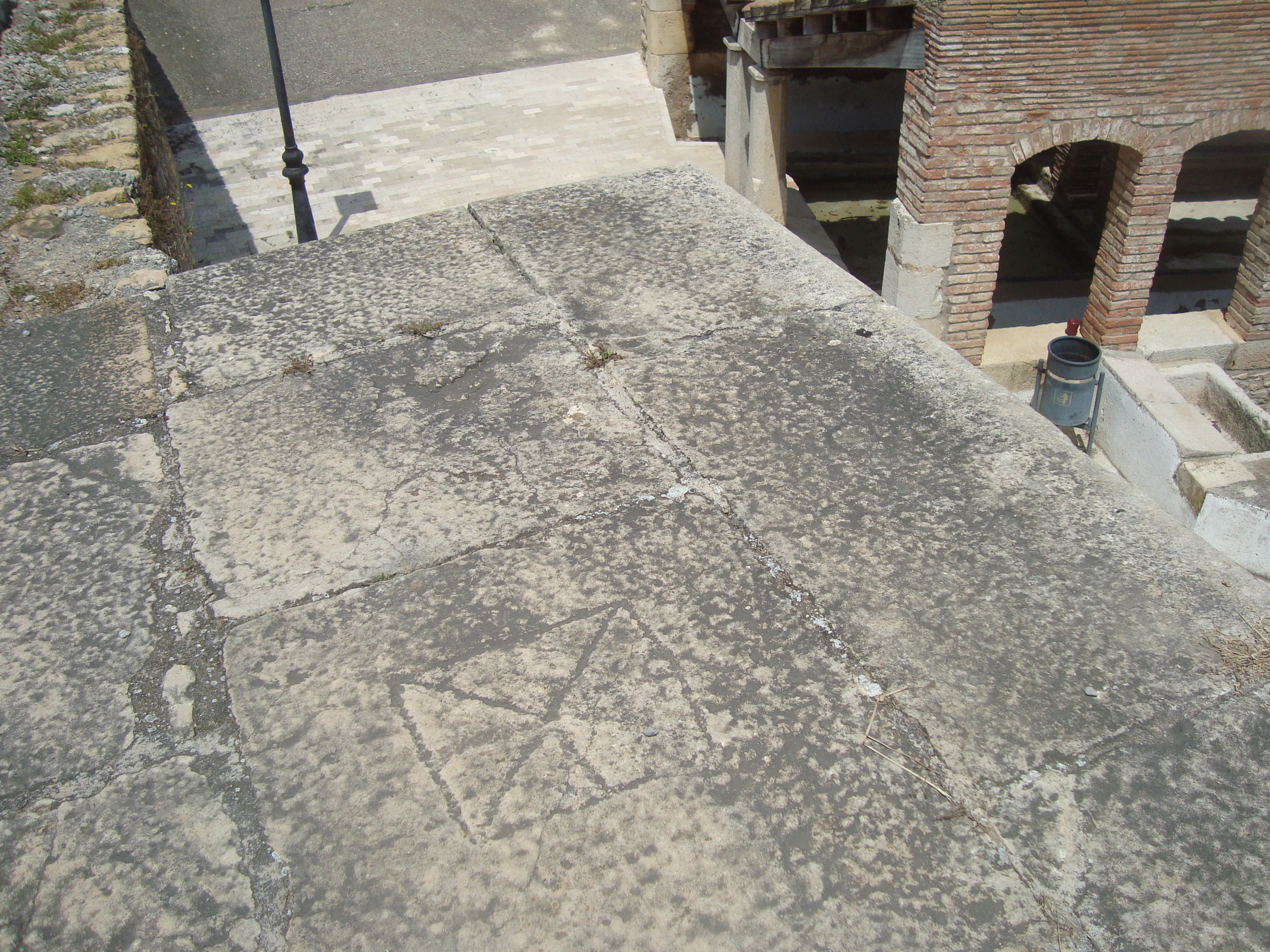
Antic tauler de joc gravat sobre una llosa de pedra (La Jana)

D'època ibera hi ha els poblats dels Castellets i dels Vilarojos; de l'època romana hi ha una vil·la al costat de la Via Augusta i la possibilitat que Intibilis, mansió romana que se situava en la cruïlla de les vies Augusta i Hercúlea i que, a la vista de la ceràmica i de la petita estàtua d'Hèrcules trobada en 1943 al poble, podria haver sigut un oratori per als viatgers. És en època àrab, l'any 1147, quan l'historiador Al-Idrisi (1100-1166) esmenta per primera vegada La Yana; formava part de la batlia de Cervera; fou senyoriu de l'orde de l'Hospital des del 1233 fins al 1319; rere l'ocupació cristiana, Hug de Follalquer, cavaller d'Amposta i maestre de l'orde de l'Hospital donà carta pobla, el 17 d'abril de 1237, a pobladors lleidatans que hi introduïren la ramaderia i aconseguiren el Privilegi de Lligallo i el dret a fira, la qual encara s'hi celebra anualment el darrer cap de setmana d'octubre. Desapareguda l'orde de l'Hospital, el senyoriu passa a la de Montesa, on es manté fins a l'abolició del segle XIX; en 1540 fou convertida en vila independent pel mestre de l'orde; en la guerra de Successió va fer costat al borbó.

## Demografia
| Evolució demogràfica (des de 1877) Censos de població | Evolució demogràfica (des de 1877) Censos de població | Evolució demogràfica (des de 1877) Censos de població |
| ----------------------------------------------------- | ----------------------------------------------------- | ----------------------------------------------------- |
|                                                       |                                                       |                                                       |
|                                                       |                                                       |                                                       |
|                                                       | Font: Institut Nacional d'Estadística                 |                                                       |

| Població | 812 | 796 | 792 | 791 | 820 | 828 | 823 | 828 | 830 | 820 | 799 | 787 | 757 | 739 |

## Política i govern

### Composició de la Corporació Municipal
El Ple de l'Ajuntament està format per 7 regidors. En les eleccions municipals de 26 de maig de 2019 foren elegits 3 regidors del Partit Popular (PP), 3 de Compromís per la Jana (Compromís) i 1 del Partit Socialista del País Valencià (PSPV-PSOE).
| Eleccions municipals de 26 de maig de 2019 - la Jana                                                                                      |                                          |                                     |                                     |      |          |          |
| Candidatura | Candidatura                              | Candidatura                         | Cap de llista                       | Vots | Vots     | Regidors |
| | Partit Popular                           |                                     | Lucía Clemente Gargallo             | 200  | 41,84%   | 3 ()     |
| | Compromís per la Jana                    |                                     | Domingo Tolós Lladser               | 184  | 38,49%   | 3 (+1)   |
| | Partit Socialista del País Valencià-PSOE |                                     | Ismael Vilanova Boix                | 91   | 19,04%   | 1 (-1)   |
| | Vots en blanc                            |                                     |                                     | 3    | 0,63%    |          |
| Total vots vàlids i regidors | Total vots vàlids i regidors             | Total vots vàlids i regidors        | Total vots vàlids i regidors        | 478  | 100 %    | 7        |
| | Vots nuls                                | Vots nuls                           | Vots nuls                           | 6    | 1,24%    |          |
| Participació (vots vàlids més nuls) | Participació (vots vàlids més nuls)      | Participació (vots vàlids més nuls) | Participació (vots vàlids més nuls) | 484  | 90,98%** |          |
| Abstenció | Abstenció                                | Abstenció                           | Abstenció                           | 48*  | 9,02%**  |          |
| Total cens electoral | Total cens electoral                     | Total cens electoral                | Total cens electoral                | 532* | 100 %**  |          |
| Alcalde: Domingo Tolós Lladser (Compromís) (15/06/2019) Per majoria absoluta dels vots dels regidors (4 vots: 3 de Compromís i 1 de PSPV) |                                          |                                     |                                     |      |          |          |
| Fonts: JEC, JEZ Vinaròs, M. Interior, Periòdic Ara. (* No són vots sinó electors. ** Percentatge respecte del cens electoral.)            |                                          |                                     |                                     |      |          |          |

### Alcaldia
Des de 2015 l'alcalde de la Jana és Domingo Tolós Lladser de Compromís per la Jana (Compromís).
| Període                       | Alcalde o alcaldessa       | Partit polític | Data de possessió | Observacions |
| ----------------------------- | -------------------------- | -------------- | ----------------- | ------------ |
| 1979–1983                     | Marcelino Beltrán Balaguer | UCD            | 19/04/1979        | --           |
| 1983–1987                     | Vicente Balaguer Pavia     | PSPV-PSOE      | 28/05/1983        | --           |
| 1987–1991                     | Eleuterio Boix Bayarri     | AP             | 30/06/1987        | --           |
| 1991–1995                     | Vicente Prades Beltrán     | PP             | 15/06/1991        | --           |
| 1995–1999                     | Vicente Prades Beltrán     | PP             | 17/06/1995        | --           |
| 1999–2003                     | Vicente Prades Beltrán     | PP             | 03/07/1999        | --           |
| 2003–2007                     | Juan Gargallo Balaguer     | PSPV-PSOE      | 14/06/2003        | --           |
| 2007–2011                     | Juan Gargallo Balaguer     | PSPV-PSOE      | 16/06/2007        | --           |
| 2011–2015                     | Joaquin Lladser Balaguer   | PP             | 11/06/2011        | --           |
| 2015–2019                     | Domingo Tolós Lladser      | Compromís      | 13/06/2015        | --           |
| 2019-2023                     | Domingo Tolós Lladser      | Compromís      | 15/06/2019        | --           |
| Des de 2023                   | n/d                        | n/d            | 17/06/2023        | --           |
| Fonts: Generalitat Valenciana |                            |                |                   |              |

## Economia
El motor econòmic de La Jana és l'agricultura, sobretot l'oliva i l'oli que se n'extrau; també es cultiva en menor mida l'ametla, la garrofa, la cirera, la bresquilla, el meló, el meló d'alger i les hortalisses. La ramaderia es limita a granges d'aviram, conills i porcs.

## Monuments

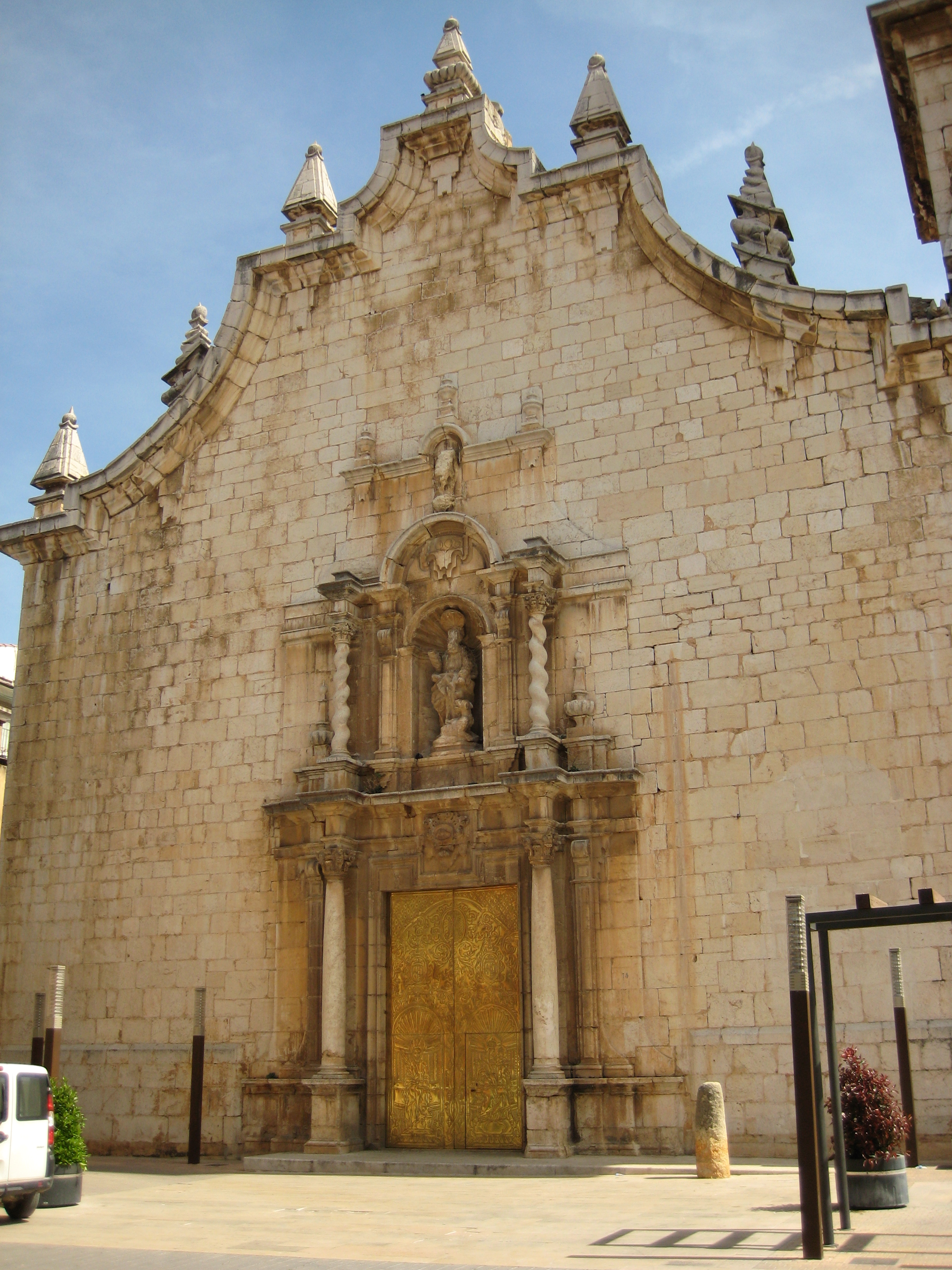
Façana de l'Església de Sant Bartomeu

### Monuments religiosos
- Església de Sant Bartomeu. Del segle xvii.

Renaixentista, pel mestre Joan Tell (1622-1633). Una nau amb capelles laterals. Façana barroca. Conserva interessants obres d'orfebreria, com calzes platerescs i llenços, com ara la taula de la Verge amb Santa Anna i els dubtes de Sant Josep. Sèrie de retrats de Gambeta.
- Ermita de Santa Anna. Segle XVI, restaurada en 1998.

- Ermita de la Mare de Déu dels Àngels. Barroca, del segle xviii.

- Ermita de la Immaculada. Segle XV amb posteriors retocs barrocs del xviii-XIX.

- Ermita de Sant Josep.

### Monuments civils
- Casa del Batlle. Del segle xvii, és seu de l'actual ajuntament.

- Antic poblat del Carrascal. D'origen iber, només en resta l'ermita de Sant Josep.[9]

## Llocs d'interés natural
- Museu Natural d'Oliveres Mil·lenàries del Pou del Mas[10]. Situat al costat de la Via Augusta i que en menys d'una hectària acull 21 exemplars, entre els quals destaquen l'olivera farga del Pou del Mas, amb gairebé 8 metres de perímetre i l'olivera "de les Parelles", que va obtenier el 2014 el Premi AEMO a la millor olivera monumental d'Espanya.
- L'Engolidor[11]. Arbreda Monumental d'Interès Local i que compta amb set roures centenaris i una bona mostra de flora autòctona. Es tracta d'una séquia de gran profunditat que canalitza l'aigua pluvial de la veïna Bassa Llecuna i que en èpoques de moltes precipitacions acumula una gran quantitat d'aigua.

## Festes i celebracions
- Panxuts. El diumenge de carnestoltes. Tradicional carnaval que té per protagonistes els "panxuts", uns grotescs personatges vestits amb una camisa de llenç atapeïda de palla i un cabàs d'espart al cap.
- Ball de kintos. El dijous Sant. Tradicional ball de verbena organitzat per la quinta[12] de joves que compleixen 18 anys
- Romeria al Real Santuari de la Mare de Déu de la Font de la Salut. El dilluns de Pasqua. Amb la marxa a peu caiguda en desuetud, se celebra un dinar popular a la Font de la Salut i una cercavil·la de la banda municipal.
- Mare de Déu dels Àngels. Segon dissabte després del de Glòria.
- Festes majors. Als voltants del 24 d'agost, dia de Sant Bertomeu, copatró de la localitat.
- Beat Jacint Orfanell. Segon dissabte de setembre, commemorant la beatificació de Jacint Orfanell[13] pel Papa Pius VI el 10 de setembre de 1786.
- Fira de La Jana. Últim cap de setmana d'octubre. Una de les fires tradicionals agrícoles i ramaderes més antigues de la comarca. Les típiques paradetes convertixen els carrers en un gran mercat de tota classe d'articles.

## Personatges destacats
- Vicenç Balaguer (segle XVII-XVIII), organista i compositor musical.